# سسنا ۱۵۰
سسنا ۱۵۰ (به انگلیسی: Cessna 150) یک هواگرد ساختِ کارخانهٔ سسنا در کشور ایالات متحده آمریکا است که در سال ۱۹۵۸–۱۹۷۷ ساخته شد. این هواگرد برای نخستین بار در ۱۲ سپتامبر ۱۹۵۷ میلادی مورد استفاده قرار گرفت.